# Зразкове (селище)
Зразко́ве (до 14.07.2016 року — Дзержи́нське) — селище в Україні, у Луганській міській громаді Луганського району Луганської області. Населення становить 1820 осіб. З 2014 року є окупованим.

## Населення

### Мова
Розподіл населення за рідною мовою за даними перепису 2001 року:
| Мова            | Кількість | Відсоток |
| --------------- | --------- | -------- |
| російська       | 1253      | 68.85%   |
| українська      | 556       | 30.55%   |
| вірменська      | 5         | 0.27%    |
| білоруська      | 1         | 0.06%    |
| інші/не вказали | 5         | 0.27%    |
| Усього          | 1820      | 100%     |

## Географія
Примикає до західних околиць м Луганськ, розташований на південний схід від м Олександрівськ, на південь від селища Тепличне, на схід від смт. Ювілейне.

## Соціальна інфраструктура
Поруч із селищем знаходяться:
- МРЕВ ДАІ в Луганській області,
- УДАІ УМВС України в Луганській області,
- Інститут захисту ґрунту від ерозії,
- Луганський національний аграрний університет

| Україна | Це незавершена стаття з географії України. Ви можете допомогти проєкту, виправивши або дописавши її. |

1. ↑  Рідні мови в об'єднаних територіальних громадах України — Український центр суспільних даних